# Tidslinje för rymdutforskningen

## 1940-talet
| Datum          | Händelse                                                       | Land     | Farkostens namn |
| -------------- | -------------------------------------------------------------- | -------- | --------------- |
| 3 oktober 1942 | Första raket som når 100 km över jordens yta                   | Tyskland | V-2             |
| 1 mars 1945    | Första vertikala starten med en bemannad raket (Lothar Sieber) | Tyskland | Bachem Ba 349   |

## 1950-talet
| Datum             | Händelse                                                               | Land   | Farkostens namn |
| ----------------- | ---------------------------------------------------------------------- | ------ | --------------- |
| 4 oktober 1957    | Första rymdfarkosten                                                   | Sovjet | Sputnik 1       |
| 3 november 1957   | Andra rymdfarkosten, med hunden Lajka                                  | Sovjet | Sputnik 2       |
| 31 januari 1958   | USA:s första rymdfarkost                                               | USA    | Explorer 1      |
| 6 december 1958   | Misslyckad                                                             | USA    | Pioneer 3       |
| 2 januari 1959    | -                                                                      | Sovjet | Luna 1          |
| 3 mars 1959       | Första rymdfarkosten som lämnar jordens omloppsbana, destination månen | USA    | Pioneer 4       |
| 2 januari 1959    | Första rymdfarkosten som landar på månen.                              | Sovjet | Luna 2          |
| 12 september 1959 | Första bilderna från månens baksida.                                   | Sovjet | Luna 3          |

## 1960-talet
| Datum             | Händelse                                                                                             | Land      | Farkostens namn       |
| ----------------- | --- | --------- | --------------------- |
| 1960              | Misslyckad                                                                                           | Sovjet    | Sputnik 4             |
| 19 augusti 1960   | Flera hundar                                                                                         | Sovjet    | Sputnik 5             |
| 12 april 1961     | Första människan i rymden, i omloppsbana 1 varv runt jorden ~90min, ryske kosmonauten Jurij Gagarin  | Sovjet    | Vostok 1              |
| 5 maj 1961        | Första amerikanske astronauten i rymden (15 min, ej i omloppsbana), Alan Shepard                     | USA       | Mercury 3             |
| 21 juli 1961      | Andra amerikanen i rymden (15 min, ej i omloppsbana) Virgil I. Grissom                               | USA       | Mercury 4             |
| 6 augusti 1961    | German Titov, 17 varv                                                                                | Sovjet    | Vostok 2              |
| 29 november 1961  | Schimpanshannen Enos i omloppsbana runt jorden                                                       | USA       | Mercury 5             |
| 20 februari 1962  | John Glenn, första amerikan i omloppsbana, tre varv runt jorden.                                     | USA       | Mercury 6             |
| 24 maj 1962       | Scott Carpenter, första amerikanen som åt mat i rymden. Tre varv.                                    | USA       | Mercury 7             |
| 11 augusti 1962   | Andrian Nikolajev, 64 varv. Flög nära Vostok 4                                                       | Sovjet    | Vostok 3              |
| 12 augusti 1962   | Pavel Popovitj, 48 varv. Flög nära Vostok 3                                                          | Sovjet    | Vostok 4              |
| 27 augusti 1962   | Första farkosten till främmande planet, Venus                                                        | USA       | Mariner 2             |
| 3 oktober 1962    | Walter Schirra, sex varv runt jorden.                                                                | USA       | Mercury 8             |
| 15 maj 1963       | L. Gordon Cooper 22 varv runt jorden, "splashdown" efter 34 tim 20 min.                              | USA       | Mercury 9             |
| 14 juni 1963      | Valerij Bykovskij. Flög nära Vostok 6                                                                | Sovjet    | Vostok 5              |
| 16 juni 1963      | Valentina Teresjkova, första kvinnan i rymden. Flög nära Vostok 5                                    | Sovjet    | Vostok 6              |
| 28 juli 1964      | Bilder från månen                                                                                    | USA       | Ranger 7              |
| 12 oktober 1964   | Första kapseln med flera personer, 3 st.                                                             | Sovjet    | Voschod 1             |
| 28 november 1964  | Första farkosten till planeten Mars                                                                  | USA       | Mariner 4             |
| 17 februari 1965  | Bilder från månen                                                                                    | USA       | Ranger 8              |
| 18 mars 1965      | Aleksej Leonov gör den första rymdpromenaden.                                                        | Sovjet    | Voschod 2             |
| 21 mars 1965      | Bilder från månen                                                                                    | USA       | Ranger 9              |
| 23 mars 1965      | Två amerikaner i rymden, Grissom och John W. Young                                                   | USA       | Gemini 3              |
| 3 juni 1965       | Första amerikanska rymdpromenaden av Edward White                                                    | USA       | Gemini 4              |
| 21 augusti 1965   | 120 varv, 191 tim i rymden.                                                                          | USA       | Gemini 5              |
| 26 november 1965  | Frankrikes första satellit.                                                                          | Frankrike | Astérix               |
| 15 december 1965  | Gemini 6 och Gemini 7 sändes upp samtidigt, och flyger i formation.                                  | USA       | Gemini 6              |
| 15 december 1965  | 206 varv, 330 tim 35 min i rymden.                                                                   | USA       | Gemini 7              |
| 1 mars 1966       | Första rymdfarkost att landa på en annan planet (Venus).                                             | Sovjet    | Venera 3              |
| 16 mars 1966      | 7 varv, 10 tim 41 min 26 sek                                                                         | USA       | Gemini 8              |
| 30 maj 1966       | Första amerikanska mjuklandningen på månen den 2 juli, obemannad                                     | USA       | Surveyor 1            |
| 3 juni 1966       | 47 varv, 72 tim 20 min 50 sek                                                                        | USA       | Gemini 9              |
| 18 juli 1966      | 43 varv, 70 tim 46 min 39 sek                                                                        | USA       | Gemini 10             |
| 12 september 1966 | 44 varv, 71 tim 17 min 8 sek                                                                         | USA       | Gemini 11             |
| 20 september 1966 | Misslyckad. Kraschlandning i stället för mjuklandning på månen                                       | USA       | Surveyor 2            |
| 11 november 1966  | 59 varv, 94 tim 34 min 31 sek                                                                        | USA       | Gemini 12             |
| 10 augusti 1966   | Kartläggning av månen inför Apollolandningarna. Obemannad                                            | USA       | Lunar Orbiter 1       |
| 6 november 1966   | Fortsatt kartläggning av månen                                                                       | USA       | Lunar Orbiter 2       |
| 27 januari 1967   | Tragisk olycka vid en övning före start. Gus Grissom, Edward H. White och Roger B. Chaffee omkommer  | USA       | Apollo 1              |
| 5 februari 1967   | Kartläggning av månen                                                                                | USA       | Lunar Orbiter 3       |
| 23 april 1967     | Vladimir Komarov omkom då farkosten kraschade vid landningen.                                        | Sovjet    | Sojuz 1               |
| 17 april 1967     | USA:s andra lyckade mjuklandning på månen den 20 april                                               | USA       | Surveyor 3            |
| 4 maj 1967        | Kartläggning av månen                                                                                | USA       | Lunar Orbiter 4       |
| 14 juni 1967      | Flög förbi Venus på ett avstånd av 4000 km den 19 oktober 1967.                                      | USA       | Mariner 5             |
| 14 juli 1967      | Misslyckad, tappade radiokontakten 2,5 minuter före landning den 17 juli                             | USA       | Surveyor 4            |
| 1 augusti 1967    | Kartläggning av månen                                                                                | USA       | Lunar Orbiter 5       |
| 8 september 1967  | Landade på månen 11 september                                                                        | USA       | Surveyor 5            |
| 30 oktober 1967   | Första automatiska dockningen mellan två obemannade farkoster.                                       | Sovjet    | Kosmos 186 Kosmos 188 |
| 7 november 1967   | Landade på månen 10 november                                                                         | USA       | Surveyor 6            |
| 9 november 1967   | Första obemannade testet av Saturn V-raketen.                                                        | USA       | Apollo 4              |
| 7 januari 1968    | Landade på månen 10 januari.                                                                         | USA       | Surveyor 7            |
| 22 januari 1968   | Obemannat test av månlandaren i omloppsbana runt jorden.                                             | USA       | Apollo 5              |
| 4 april 1968      | Andra obemannade testet av Saturn V-raketen.                                                         | USA       | Apollo 6              |
| 11 oktober 1968   | Bemannad, test av kommandokapsel i omloppsbana runt jorden                                           | USA       | Apollo 7              |
| 21 december 1968  | Första människor i omloppsbana runt månen                                                            | USA       | Apollo 8              |
| 16 januari 1969   | Första dockningen mellan två bemannade farkoster                                                     | Sovjet    | Sojuz 4 Sojuz 5       |
| 24 februari 1969  | Planeten Mars                                                                                        | USA       | Mariner 6             |
| 27 mars 1969      | Planeten Mars                                                                                        | USA       | Mariner 7             |
| 3 mars 1969       | Test av månlandare i omloppsbana runt jorden                                                         | USA       | Apollo 9              |
| 18 maj 1969       | Test av månlandare i omloppsbana runt månen                                                          | USA       | Apollo 10             |
| 16 juli 1969      | Första människan på månen. That's one small step for man, one giant leap for mankind. Neil Armstrong | USA       | Apollo 11             |
| 19 november 1969  | Månen                                                                                                | USA       | Apollo 12             |

## 1970-talet
| Datum             | Händelse                                                                                    | Land       | Farkostens namn            |
| ----------------- | ------------------------------------------------------------------------------------------- | ---------- | -------------------------- |
| 11 april 1970     | Misslyckad färd mot månen, men med lyckligt slut, blev film                                 | USA        | Apollo 13                  |
| 31 januari 1971   | Månen                                                                                       | USA        | Apollo 14                  |
| 19 april 1971     | Första rymdstationen                                                                        | Sovjet     | Saljut 1                   |
| 30 maj 1971       | Mars                                                                                        | USA        | Mariner 9                  |
| 30 juni 1971      | En trasig ventil leder till Georgij Dobrovolskij, Viktor Patsajev och Vladislav Volkov död. | Sovjet     | Sojuz 11                   |
| 26 juli 1971      | Första bilen på Månen                                                                       | USA        | Apollo 15                  |
| 2 mars 1972       | Asteroidbältet och Jupiter                                                                  | USA        | Pioneer 10                 |
| 16 april 1972     | Månen                                                                                       | USA        | Apollo 16                  |
| 7 december 1972   | Sista Apollo landningen på Månen                                                            | USA        | Apollo 17                  |
| 4 april 1973      | Rymdstationen Saljut 2 skjuts upp                                                           | Sovjet     | Saljut 2                   |
| 25 juni 1974      | Rymdstationen Saljut 3 skjuts upp                                                           | Sovjet     | Saljut 3                   |
| 26 december 1974  | Rymdstationen Saljut 4 skjuts upp                                                           | Sovjet     | Saljut 4                   |
| 17 juli 1975      | Första dockningen mellan en Amerikansk och en Sovjetisk farkost.                            | Sovjet USA | Apollo-Sojuz               |
| 22 juni 1976      | Rymdstationen Saljut 5 skjuts upp                                                           | Sovjet     | Saljut 5                   |
| 20 augusti 1977   | Rymdsonden Voyager 2 skjuts upp                                                             | USA        | Voyager 2                  |
| 5 september 1977  | Rymdsonden Voyager 1 skjuts upp                                                             | USA        | Voyager 1                  |
| 29 september 1977 | Rymdstationen Saljut 6 skjuts upp                                                           | Sovjet     | Saljut 6                   |
| 11 januari 1978   | Första dockningen mellan tre farkoster.                                                     | Sovjet     | Sojuz 26 Saljut 6 Sojuz 27 |
| 22 januari 1978   | Första dockningen mellan en Progress och en rymdstation.                                    | Sovjet     | Progress 1 Saljut 6        |
| 5 mars 1979       | Rymdsonden Voyager 1 flyger förbi Jupiter                                                   | USA        | Voyager 1                  |
| 9 juli 1979       | Rymdsonden Voyager 2 flyger förbi Jupiter                                                   | USA        | Voyager 2                  |
| 24 december 1979  | ESA skjuter upp sin första Ariane 1 raket.                                                  |            | Ariane 1                   |

## 1980-talet
| Datum            | Händelse                                                              | Land   | Farkostens namn |
| ---------------- | --------------------------------------------------------------------- | ------ | --------------- |
| 12 november 1980 | Rymdsonden Voyager 1 flyger förbi Saturnus                            | USA    | Voyager 1       |
| 12 april 1981    | Rymdfärjan Columbia skjuts upp för första gången, STS-1.              | USA    | Columbia        |
| 26 augusti 1981  | Rymdsonden Voyager 2 flyger förbi Saturnus                            | USA    | Voyager 2       |
| 19 april 1982    | Rymdstationen Saljut 7 skjuts upp                                     | Sovjet | Saljut 7        |
| 4 april 1983     | Rymdfärjan Challenger skjuts upp för första gången, STS-6.            | USA    | Challenger      |
| 25 juli 1984     | Svetlana Savitskaja blir första kvinnan att genomföra en rymdpromenad | Sovjet | Saljut 7        |
| 4 augusti 1984   | ESA skjuter upp sin första Ariane 3 raket.                            |        | Ariane 3        |
| 30 augusti 1984  | Rymdfärjan Discovery skjuts upp för första gången, STS-41-D.          | USA    | Discovery       |
| 3 oktober 1985   | Rymdfärjan Atlantis skjuts upp för första gången, STS-51-J.           | USA    | Atlantis        |
| 24 januari 1986  | Rymdsonden Voyager 2 flyger förbi Uranus                              | USA    | Voyager 2       |
| 28 januari 1986  | Rymdfärjan Challenger exploderar, STS-51-L.                           | USA    | Challenger      |
| 19 februari 1986 | Första delen till rymdstationen Mir sänds upp                         | Sovjet | Mir             |
| 30 maj 1986      | ESA skjuter upp sin första Ariane 2 raket.                            |        | Ariane 2        |
| 15 juni 1988     | ESA skjuter upp sin första Ariane 4 raket.                            |        | Ariane 4        |
| 15 november 1988 | Rymdfärjan Buran skjuts upp.                                          | Sovjet | Buran           |
| 25 augusti 1989  | Rymdsonden Voyager 2 flyger förbi Neptunus                            | USA    | Voyager 2       |

## 1990-talet
| Datum            | Händelse                                                   | Land     | Farkostens namn |
| ---------------- | ---------------------------------------------------------- | -------- | --------------- |
| 24 april 1990    | Rymdteleskopet Hubble skjuts upp med STS-31.               | USA      | Hubble          |
| 7 maj 1992       | Rymdfärjan Endeavour skjuts upp för första gången, STS-49. | USA      | Endeavour       |
| 2 december 1993  | Hubble teleskopet repareras av STS-61.                     | USA      | Endeavour       |
| 7 december 1995  | Första rymdsonden i omloppsbana runt Jupiter               | USA      | Galileo         |
| 4 juni 1996      | ESA skjuter upp sin första Ariane 5 raket.                 |          | Ariane 5        |
| 20 november 1998 | Första delen till rymdstationen ISS sänds upp              | Ryssland | Zarja           |
| 4 december 1998  | Andra delen till rymdstationen ISS sänds upp               | USA      | Unity           |
| 23 juli 1999     | Röntgen teleskopet Chandra skjuts upp av STS-93.           | USA      | Chandra         |

## 2000-talet
| Datum              | Händelse                                                                   | Land         | Farkostens namn             |
| ------------------ | -------------------------------------------------------------------------- | ------------ | --------------------------- |
| 14 februari 2000   | Första rymdsonden i omloppsbana runt en asteroid 433 Eros                  | USA          | NEAR Shoemaker              |
| 12 juli 2000       | Tredje delen till rymdstationen ISS sänds upp                              | Ryssland     | Zvezda                      |
| 2 november 2000    | Första långtids besättningen bosätter sig på rymdstationen ISS             | Ryssland USA | ISS                         |
| 12 februari 2001   | Första rymdsonden att landa på en asteroid 433 Eros                        | USA          | NEAR Shoemaker              |
| 23 mars 2001       | Rymdstationen Mir återinträder i jordens atmosfär                          | Ryssland     | Mir                         |
| 28 april 2001      | Dennis Tito blir världens första rymdturist.                               | Ryssland USA | Sojuz TM-32                 |
| 1 februari 2003    | Rymdfärjan Columbia brinner upp under återinträde, STS-107.                | USA          | Columbia                    |
| 15 oktober 2003    | Kina blir det tredje landet att genomför en bemannad rymdflygning          | Kina         | Shenzhou 5                  |
| 3 augusti 2004     | Rymdsonden MESSENGER skjuts upp                                            | USA          | MESSENGER                   |
| 4 oktober 2004     | SpaceShipOne vinner Ansari X Prize                                         | USA          | SpaceShipOne                |
| 12 oktober 2005    | Kina genomför sin första tvåmanna rymdflygning                             | Kina         | Shenzhou 6                  |
| 19 januari 2006    | Rymdsonden New Horizons skjuts upp                                         | USA          | New Horizons                |
| 7 april 2006       | Rymdsonden New Horizons korsar Mars omloppsbana                            | USA          | New Horizons                |
| 13 juni 2006       | Rymdsonden New Horizons passerar asteroiden 132524 APL                     | USA          | New Horizons                |
| Februari-Mars 2007 | Rymdsonden New Horizons passerar Jupiter                                   | USA          | New Horizons                |
| 5 november 2007    | Kinas första månsond går in i omloppsbana runt månen                       | Kina         | Chang'e 1                   |
| 9 mars 2008        | ESA skjuter upp sin första Automated Transfer Vehicle                      |              | ATV-001 Jules Verne         |
| 26 maj 2008        | Rymdsonden Phoenix landar på Mars                                          | USA          | Phoenix                     |
| 9 juni 2008        | Rymdsonden New Horizons korsar Saturnus omloppsbana                        | USA          | New Horizons                |
| 25 september 2008  | Kina genomför sin första tremanna rymdflygning                             | Kina         | Shenzhou 7                  |
| 25 september 2008  | Kina genomför sin första rymdpromenad                                      | Kina         | Zhai Zhigang                |
| 24 februari 2009   | Uppskjutningen av satelliten Orbiting Carbon Observatory misslyckas        | USA          | Orbiting Carbon Observatory |
| 26 mars 2009       | Charles Simonyi blir den förste rymdturist att genomföra en andra flygning |              | Sojuz TMA-14                |
| 10 september 2009  | H-II Transfer Vehicle skjutsupp för första gången                          | Japan        | H-II Transfer Vehicle       |
| 23 september 2009  | Vatten upptäcks på månen                                                   |              |                             |

## 2010-talet
| Datum             | Händelse                                                                               | Land   | Farkostens namn      |
| ----------------- | -------------------------------------------------------------------------------------- | ------ | -------------------- |
| 18 mars 2011      | Rymdsonden Messenger går in i omloppsbana runt Merkurius                               | USA    | MESSENGER            |
| 16 juli 2011      | Rymdsonden Dawn går in i omloppsbana runt Vesta                                        | USA    | Dawn                 |
| 29 september 2011 | Kina skjuter upp sin första rymdstation.                                               | Kina   | Tiangong 1           |
| 18 juni 2012      | Kina besöker sin första rymdstation Tiangong 1.                                        | Kina   | Shenzhou 9           |
| 6 augusti 2012    | Rovern Curiosity landar på Mars                                                        | USA    | Curiosity            |
| 14 december 2013  | Kinas landsätter sin första rover på månen                                             | Kina   | Chang'e 3            |
| 22 september 2014 | Den amerikanska rymdsond MAVEN går in i omloppsbana runt Mars.                         | USA    | MAVEN                |
| 24 september 2014 | Indiens första rymdsond till planeten Mars går in i omloppsbana runt planeten.         | Indien | Mars Orbiter Mission |
| 6 mars 2015       | Rymdsonden Dawn går in i omloppsbana runt Ceres                                        | USA    | Dawn                 |
| 14 juli 2015      | Rymdsonden New Horizons flyger förbi dvärgplaneten Pluto                               | USA    | New Horizons         |
| 5 juli 2016       | Rymdsonden Juno går in i omloppsbana runt Jupiter                                      | USA    | Juno                 |
| 15 september 2016 | Kina skjuter upp sin andra rymdstation.                                                | Kina   | Tiangong 2           |
| 20 april 2017     | Kina skjuter upp sin första farkost för att försörja en rymdstation med förnödenheter. | Kina   | Tianzhou 1           |
| 12 augusti 2018   | Parker Solar Probe skjuts upp för att studera Solen                                    | USA    | Parker Solar Probe   |
| 3 januari 2019    | Första landningen på månens baksida                                                    | Kina   | Chang'e 4            |

## 2020-talet
| Datum            | Händelse                                                            | Land                   | Farkostens namn |
| ---------------- | ------------------------------------------------------------------- | ---------------------- | --------------- |
| december 2020    | Den kinesiska rymdsonden Chang'e 5 hämtar ett markprov från månen   | Kina                   | Chang'e 5       |
| 10 februari 2020 | Solar Orbiter skjuts upp för att studera Solen                      | Europeiska unionen USA | Solar Orbiter   |
| 18 februari 2021 | Perseverance landar på Mars                                         | USA                    | Perseverance    |
| 19 april 2021    | Ingenuity gör första flygningen på Mars                             | USA                    | Ingenuity       |
| 29 april 2021    | Kina skjuter upp sin tredje rymdstation.                            | Kina                   | Tiangong        |
| 17 juni 2021     | Första långtids besättningen bosätter sig på rymdstationen Tiangong | Kina                   | Tiangong        |